# (752) Sulamitis
(752) Sulamitis ist ein Asteroid des Hauptgürtels, der am 30. April 1913 vom russischen Astronomen Grigori Nikolajewitsch Neuimin in Simejis entdeckt wurde.
Benannt wurde der Asteroid nach der biblischen Figur Sulamith.